# Вацлав Кадлець
Вацлав Кадлець (чеськ. Václav Kadlec, нар. 20 травня 1992, Прага) — чеський футболіст, нападник данського «Мідтьюлланда» і національної збірної Чехії.
Дворазовий Чемпіон Чехії.

## Клубна кар'єра
Народився 20 травня 1992 року в місті Прага. Вихованець футбольної школи клубу «Богеміанс 1905».
У дорослому футболі дебютував 2008 року виступами за команду клубу «Спарта» (Прага), в якій провів п'ять сезонів, взявши участь у 111 матчах чемпіонату. Більшість часу, проведеного у складі «Спарти», був основним гравцем атакувальної ланки команди. 2010 року виборов титул чемпіона Чехії.
18 серпня 2013 року перейшов до німецького  «Айнтрахта». Частину 2015 року провів в оренді у тій же празькій «Спарті», а на початку 2016 року перейшов до данського «Мідтьюлланда».

## Виступи за збірні
2007 року дебютував у складі юнацької збірної Чехії, взяв участь у 33 іграх на юнацькому рівні, відзначившись 20 забитими голами.
Протягом 2011–2015 років залучався до складу молодіжної збірної Чехії. На молодіжному рівні зіграв у 14 офіційних матчах, забив 7 голів. Був учасником молодіжного Євро-2011, на якому чехи сягнули стадії півфіналів.
2010 року дебютував в офіційних матчах у складі національної збірної Чехії. Наразі провів у формі головної команди країни 11 матчів, забивши 2 голи.

## Титули і досягнення

### Командні
- Чемпіон Чехії (1):

«Спарта» (Прага): 2009-10
- Володар Суперкубка Чехії (1):

«Спарта» (Прага): 2010